# Dendrochilum bandaharaense
Dendrochilum bandaharaense är en orkidéart som beskrevs av Jeffrey James Wood och James Boughtwood Comber. Dendrochilum bandaharaense ingår i släktet Dendrochilum och familjen orkidéer. Inga underarter finns listade i Catalogue of Life.